# リプリーズランチ
リプリーズランチ (RIPLEES-RANCH) はカナダの Riplees Ranch Pet Supply 社が1995年に発売開始した無添加のペットフード。

## 略歴
- 1995年 - Riplees Ranch Pet Supply 社が カナダの Northern Pacific Group of Companies の一員として設立され、無添加のペットフード「RIPLEES RANCH」を発売開始。
- 現在 - 日本では、ライブラジャパン株式会社が総輸入元として販売。

## リプリーズランチシリーズ
- ゴールドラベル
- ホリスティックシニアライト
- オリジナルフォーミュラ
- フォーミュラ32-10

etc

## リプリーズランチの由来
リプリーズランチの命名の由来は、創業社長が子供の頃、農場で飼っていた愛犬の「リッピー」からきている。この社名には、ペットを愛する純粋な気持ちをいつまでも持ち続けていく意味が込められている。